# Jeremy Camp
Jeremy Camp (ur. 12 stycznia 1978 w Lafayette) − amerykański wokalista, autor piosenek i gitarzysta grający głównie współczesną muzykę chrześcijańską.
Dotychczas wydał 7 pełnych albumów, jego utwory to mieszanka ballad i rocka. W ciągu kilkuletniej kariery zdobył wiele wyróżnień, a niektóre z jego piosenek stały się przebojami. Współpracuje z wytwórnią płytową BEC Recordings

## Życiorys
Jeremy Camp postanowił tworzyć muzykę chrześcijańską ponieważ jego rodzice zawsze byli związani z kościołem. Ojciec artysty jest pastorem w kościele „Harvest Chapel” w mieście Lafayette. Jego najmłodszy brat urodził się z Zespołem Downa.
Jeremy Camp był dwukrotnie żonaty. Pierwsza żona, Melisa, zmarła w wieku 21 lat na raka, wówczas Jeremy Camp miał 23 lata. Niektóre piosenki odnoszą się do jej choroby:  „I Still Believe” była pierwszą piosenką napisaną tuż po jej śmierci, inny utwór „Walk by Faith” napisany został w czasie ich podróży poślubnej.
W grudniu 2003 ożenił się ponownie z Adrienne Liesching (piosenkarka), obecnie mają dwójkę dzieci (Rose ur. w 2004 i Arianne ur. w 2006). W 2009 roku Adrienna i Jeremy poinformowali, że oczekują trzeciego dziecka niestety po trzech miesiącach ciąży okazało się, że Adrienna poroniła.

## NagrodyGMA Dove Awards
- 2004 Male Vocalist of the Year (wokalista roku)
- 2004 New Artist of the Year
- 2005 Rock Recorded Song of the Year for „Stay”
- 2005 Male Vocalist of the Year (wokalista roku)
- 2006 Special Event Album of the Year (Music Inspired by the Chronicles of Narnia: The Lion, the Witch, and the Wardrobe)

## Albumy
- Stay (2002) (złota płyta)
- Carried Me: The Worship Project (2004) (złota płyta)
- Restored (2004) (złota płyta)
- Live Unplugged From Franklin Tn. (2005)
- Restored: The Deluxe Gold Edition (2006)
- Beyond Measure (2006)

## Single
| Rok  | Tytuł               | Szczytowa pozycja | Album          |              |   |      |
| ---- | ------------------- | ----------------- | -------------- | ------------ | - | ---- |
| Rok  | Tytuł               | 2002              | Album          | „Understand” | 1 | Stay |
| 2002 | „Right Here”        | 1                 |                |              |   | Stay |
| 2003 | „Walk By Faith”     | 1                 |                |              |   | Stay |
| 2003 | „I Still Believe”   | 1                 |                |              |   | Stay |
| 2003 | „Stay”              | 1                 |                |              |   | Stay |
| 2004 | „Empty Me”          | ?                 | Carried Me     |              |   |      |
| 2004 | „Take You Back”     | 1                 | Restored       |              |   |      |
| 2005 | „Lay Down My Pride” | 1                 | Restored       |              |   |      |
| 2006 | „This Man”          | 1                 | Restored       |              |   |      |
| 2006 | „Breathe”           | 2                 | Restored       |              |   |      |
| 2006 | „What It Means”     | 1                 | Beyond Measure |              |   |      |
| 2007 | „Tonight”           | 1                 | Beyond Measure |              |   |      |